# Pektatna disaharid-lijaza
Pektatna disaharid-lijaza (EC 4.2.2.9, pektatna ekso-lijaza, eksopektinsko kiselinska transeliminaza, eksopektatna lijaza, eksopoligalakturonsko kiselinska-trans-eliminaza, PATE, ekso-PATE, ekso-PGL) je enzim sa sistematskim imenom (1->4)-alfa-D-galakturonan redukujući-kraj-disaharid-lijaza. Ovaj enzim katalizuje sledeću hemijsku reakciju
Eliminativno razlaganje 4-(4-dezoksi-alfa-D-galakt-4-enuronozil)-D-galakturonata sa redukujućeg kraja pektata

## Literatura
- Nicholas C. Price; Lewis Stevens (1999). Fundamentals of Enzymology: The Cell and Molecular Biology of Catalytic Proteins (Third изд.). USA: Oxford University Press. ISBN 019850229X.
- Eric J. Toone (2006). Advances in Enzymology and Related Areas of Molecular Biology, Protein Evolution (Volume 75 изд.). Wiley-Interscience. ISBN 0471205036.
- Branden C; Tooze J. Introduction to Protein Structure. New York, NY: Garland Publishing. ISBN 0-8153-2305-0.
- Irwin H. Segel. Enzyme Kinetics: Behavior and Analysis of Rapid Equilibrium and Steady-State Enzyme Systems (Book 44 изд.). Wiley Classics Library. ISBN 0471303097.

## Spoljašnje veze
- Pectate+disaccharide-lyase на 